# Amiseginae
Chrysidinae es una subfamilia de insectos perteneciente al orden Hymenoptera.

## Géneros
- Adelphe Mocsáry, 1890
- Afrosega Krombein, 1983
- Alieniscus Benoit, 1951
- Amisega Cameron, 1898
- Anachrysis Krombein, 1986
- Anadelphe Kimsey, 1987
- Atoposega Krombein
- Baeosega Krombein
- Bupon Kimsey
- Cladobethylus Kieffer
- Colocar Krombein
- Duckeia Costa Lima, 1936
- Exopapua Krombein
- Exova Riek
- Imasega Krombein
- Indothrix Krombein
- Isegama Krombein
- Kryptosega Kimsey
- Leptosega Krombein, 1984
- Magdalium Kimsey
- Mahinda Krombein
- Microsega Krombein
- Myrmecomimesis Dalla
- Nesogyne Krombein, 1937
- Obenbergerella Strand, 1929
- Perissosega Krombein
- Reidia Krombein, 1957
- Rohweria Fouts
- Saltasega Krombein
- Serendibula Krombein